# Oostburg (gemeente)
Oostburg is een voormalige gemeente in de Nederlandse provincie Zeeland. De gemeente ontstond op 1 april 1970 door samenvoeging van de gemeenten Breskens, Cadzand, Groede, Hoofdplaat, IJzendijke, Nieuwvliet, Oostburg, Schoondijke, Waterlandkerkje en Zuidzande. Het gemeentehuis stond in Oostburg. Bij de gemeentelijke herindeling van 1 januari 2003 werd de gemeente opgeheven om samen met Sluis-Aardenburg de nieuwe gemeente Sluis te gaan vormen.
In 2002, een jaar voor de opheffing, had de gemeente 18.188 inwoners; de oppervlakte bedroeg 223,26 km², waarvan 25,53 km² water.

## Wapen en vlag
Het gemeentewapen bevatte in zilver een schuinbalk van azuur (blauw) en een hartschild van zilver met een gekanteeld kasteel van sabel, met twee zijtorens waaruit twee horenblazers tevoorschijn komen. Het schild is gedekt met een gouden kroon met drie bladeren en twee parels. De schuinbalk is afkomstig uit het wapen van het Vrije van Sluis en werd ook gebruikt in de wapens van Cadzand, Groede, Schoondijke en Zuidzande. Het kasteel is in aangepaste vorm afkomstig uit het wapen van Oostburg. Het wapen werd bevestigd op 19 februari 1971.
De gemeentevlag bevatte de blauwe diagonale baan uit het wapen, aangevuld met twee smallere zwarte banen. De vlag werd vastgesteld door de gemeenteraad op 13 mei 1971.